# Andrea Barbazza
Andrea di Bartolomeo, detto Andrea Barbazza e latinizzato come Andreas Barbatius (Messina, primo ventennio del XV secolo – Bologna, 20 luglio 1480), è stato un giurista e avvocato italiano.

## Biografia

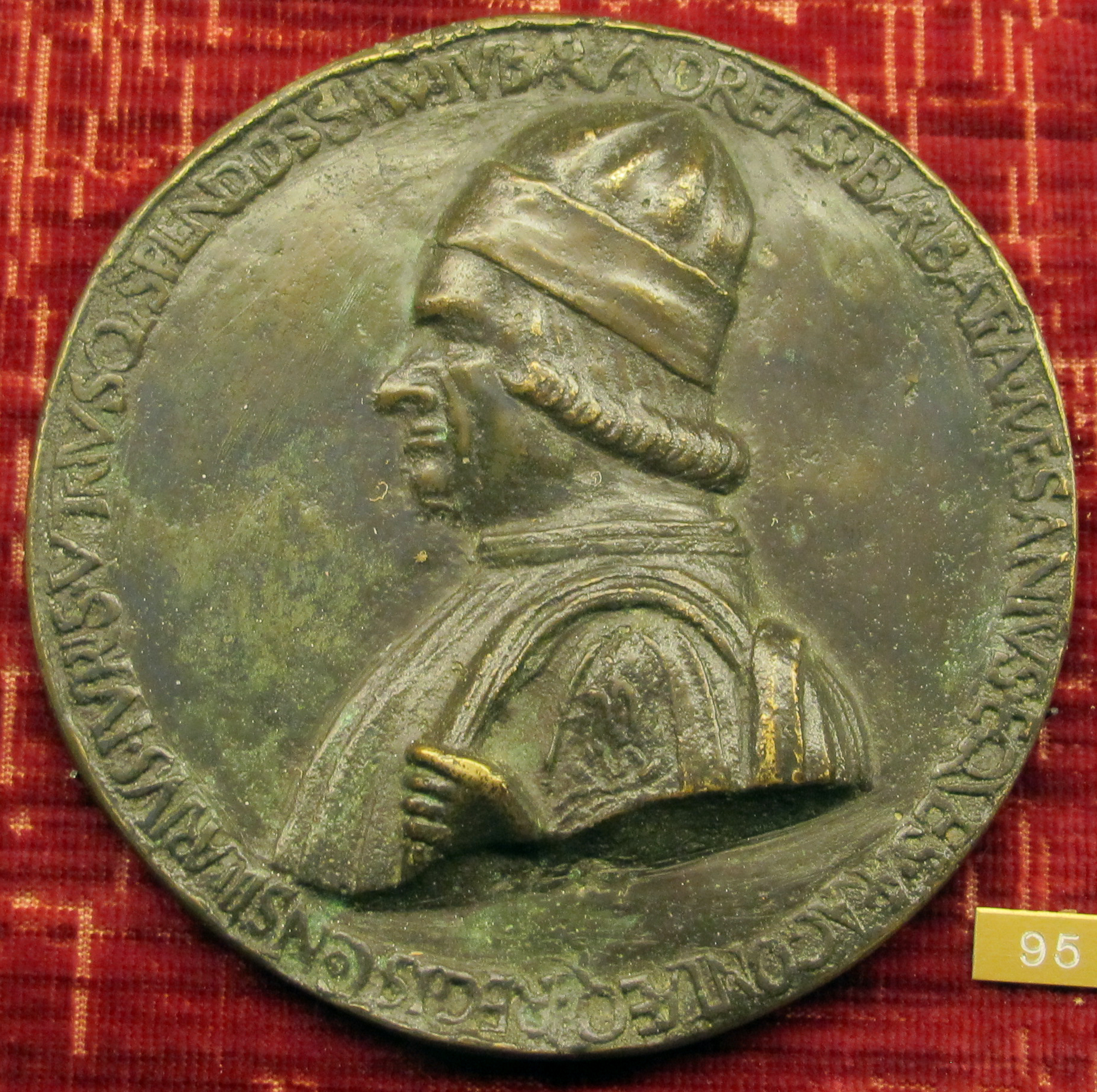
Sperandio, medaglia di Andrea Barbazza di Messina

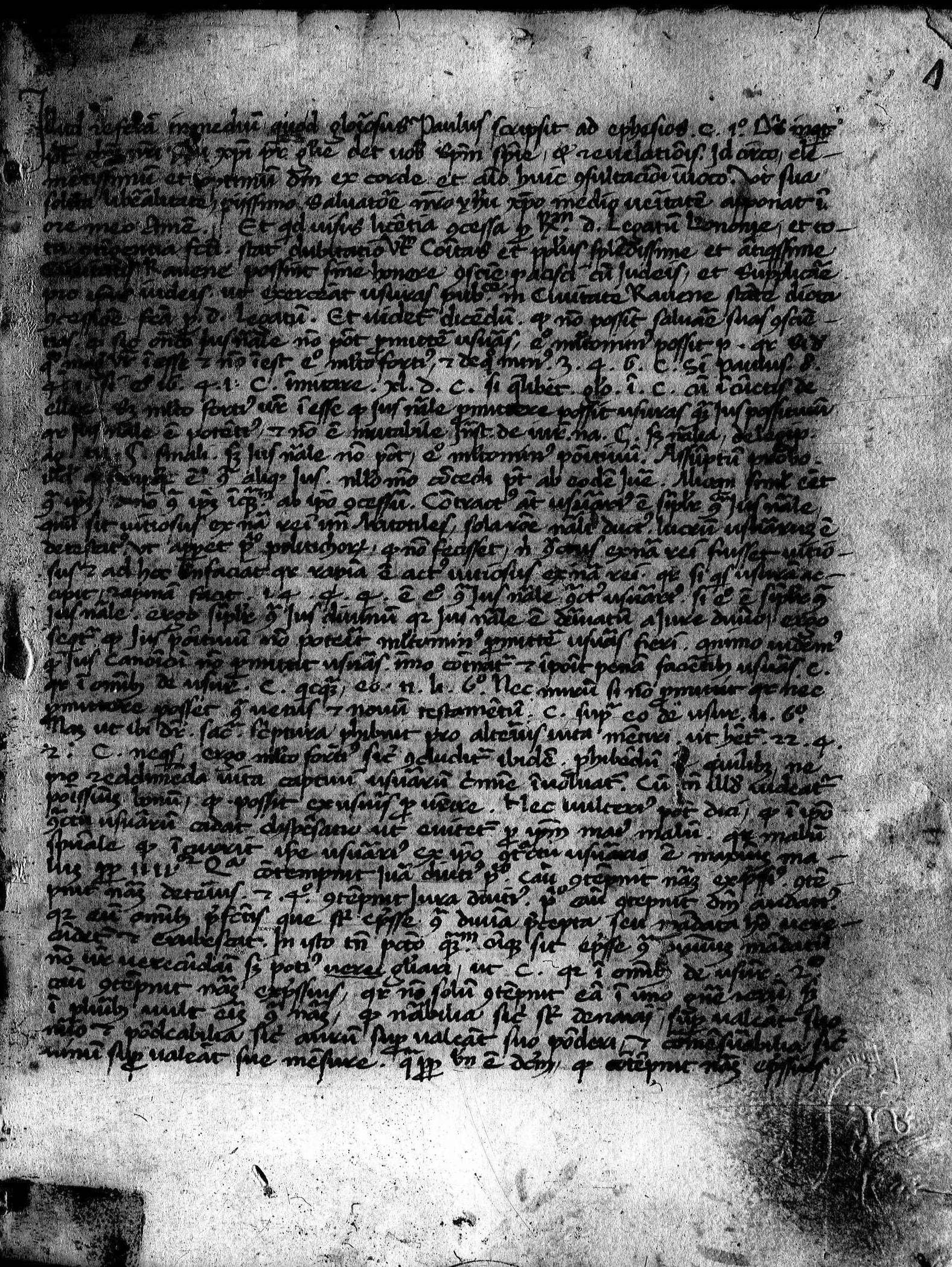
Consilium, inc. Illud veterum..., manoscritto, XV secolo

Andrea di Bartolomeo nacque intorno al 1410 a Messina. Il soprannome di "Barbazza", con cui era noto, era dovuto probabilmente alla sua folta barba (benché in alcuni ritratti ne appaia privo) e fu adottato come cognome dai suoi discendenti.
Giunse all'ateneo bolognese nel 1430, intraprendendo inizialmente studi di medicina, passando in seguito a studiare legge sotto Giovanni da Imola, Giovanni d'Anagni e altri. Si laureò nel 1439; nello stesso anno – grazie alla buona reputazione acquisita nel frattempo – gli fu offerta una cattedra di diritto canonico.
Nel 1444 si trasferì all'università di Ferrara come lettore, dove rimase per due anni. Nel frattempo non mantenne l'impegno di andare ad insegnare a Pavia, dove per questo venne condannato in effigie al pubblico ludibrio.
Tornò infine a Bologna, dove nel frattempo gli era stata concessa la cittadinanza; tra i suoi allievi il suo successore Antonio Corsetto, Bartolomeo Socini, Rodrigo Borgia (divenuto in seguito papa Alessandro VI) e Ippolito Marsili. Alessandro Tartagni fu suo avversario.
Andrea Barbazza divenne molto ricco esercitando la professione di avvocato e fu consigliere di Ferdinando d'Aragona, re di Napoli. Sposatosi nel 1455, ebbe sei figli, uno dei quali, Bartolomeo, fu a sua volta giurista e docente a Bologna.
Morì nel 1480 a Bologna e fu inumato nella basilica di San Petronio.

## Opere

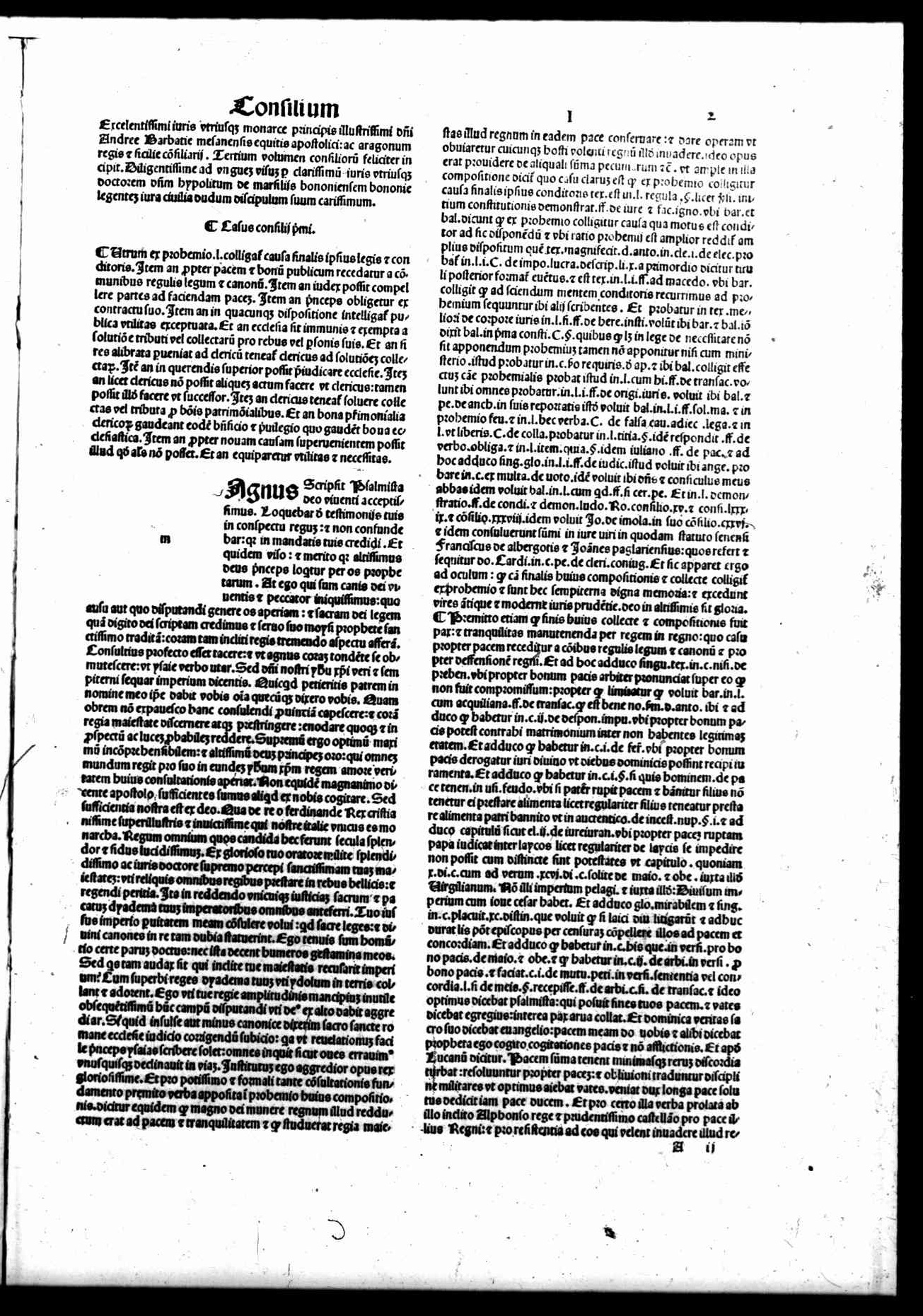
Consilia, edizione veneziana del 1500

- Lecturae seu repetitiones (sui Decretali)
- De praestantia cardinalium, 1487.
- Consilia, 4 voll., Milano 1489-1490 (vol. 1-2); Venezia 1500 (vol. 3-4); Venezia 1550; Parigi 1559; Venezia 1563, 1580, 1581; Lione 1599.
  - (LA) Consilia, vol. 3, Venezia, Battista Torti, 1500.
- De cardinalibus a latere legatis, in Tractatus universi iuris, XIII, 2, f. 131, Bologna, 1497, Lione 1518.
- Commentaria super primam, secundam et tertiam partem Decretalium, Venezia 1508, 1511, 1571.
- Commentaria super Clementinas, Parigi, 1517.

### Manoscritti
- Repetitio de probationibus, XV secolo, Cambridge, Jesus College Library, Manuscript collection, MS Q.A.2.
- Tractatus de successionibus ab intestato, XV secolo, München, Bayerische Staatsbibliothek, Codices latini monacenses, Clm 24164 (antea ZZ 1164),  ff. 85-113.
- Consilium, inc. Illud veterum..., XV secolo, Perugia, Biblioteca Comunale Augusta, Fondo manoscritti, ms. I 137,  ff. 1-5.
- Repetitio ad C. 6.42.30, XV secolo, Olomouc, Zemský archiv v Opavě, pobočka Olomouc, Rukopisy, C.O. 208,  ff. 91r-166v.
- Tractatus de appellationibus et actionibus, XVI secolo, Firenze, Biblioteca Nazionale Centrale, Fondo Nazionale, ms. II.III.361.